# Campeonato de España de Ciclismo en Ruta 1967
El LXVI Campeonato de España de Ciclismo en Ruta se disputó en Sabadell (Cataluña) el 30 de julio de 1967 sobre 92 kilómetros de recorrido. El campeonato se disputó en formato de contarreloj. 
El ganador fue el vasco Luis Pedro Santamarina que se impuso por poco menos de medio minuto en un recorrido prácticamente llano. El también vasco Carlos Echeverría y el murciano Ginés García completaron el podio. 
La noticia luctuosa de este campeonato fue el fallecimiento de Valentín Uriona. El vasco sufría una caída en el tramo final del recorrido y fue trasladado a la Clínica La Alanza de Sabadell donde moriría horas más tarde. 

## Clasificación final
| Pos. | Ciclista                    | Equipo | Tiempo    |
| ---- | --------------------------- | ------ | --------- |
| 1.   | Luis Pedro Santamarina      | Fagor  | 2h 17'07" |
| 2.   | Carlos Echeverría           | Kas    | a 27"     |
| 3.   | Ginés García                | Fagor  | a 1'14"   |
| 4.   | Eusebio Vélez               | Kas    | a 2'03"   |
| 5.   | Jesús Aranzábal             | Fagor  | a 2'19"   |
| 6.   | Ángel Ibáñez                | Ferrys | a 2'42"   |
| 7.   | José Manuel López Rodríguez | Fagor  | a 2'46"   |
| 8.   | Patxi Gabica                | Kas    | a 3'09"   |
| 9.   | Gregorio San Miguel         | Kas    | a 3'26"   |
| 10.  | José Manuel Lasa            | Fagor  | a 3'52"   |